# Oberbrunnalm
Die Oberbrunnalm ist eine Alm in der Erlspitzgruppe im Karwendel in Tirol (Österreich). Die Alm ist im Sommer bewirtschaftet, der Weideviehbestand beträgt circa 70 Rinder. Die Almhütte wurde von der Alminteressenschaft Unterpettnau  erbaut und im Jahre 2005 renoviert und erweitert.

## Zugänge
- Von Gießenbach (1012 m ü. A.) durch das Gießenbachtal und das Karltal
- Von Gießenbach über den Zäunlkopf (1746 m ü. A.)
- Von Scharnitz (964 m ü. A.) über den Kreidengraben und den Zunterkopf (1661 m ü. A.)
- Von Scharnitz über den Hochwald und das Isertal
- Von Scharnitz über die Gleirschklamm und das Isertal

Die Rundfahrt von Gießenbach auf die Oberbrunnalm und über den Hochwald oder die Gleirschklamm nach Scharnitz ist eine beliebte und abwechslungsreiche Mountainbikestrecke.

## Gipfelbesteigungen
Von der Oberbrunnalm ist die Maderkarlspitze zu erreichen. Da der Weg jedoch weder beschildert ist noch regelmäßig gewartet wird, ist die Besteigung Ungeübten nicht zu empfehlen.
Nach einer guten halben Stunde Fußweg erreicht man den Zäunlkopf, den zwar kein Gipfelkreuz ziert, der dafür aber ein umso schöner gelegenes, etwas hinter Latschen verstecktes Bankerl mit Tisch und Traumblick auf alle vier Karwendelketten bietet.